# 謝爾戈卡拉

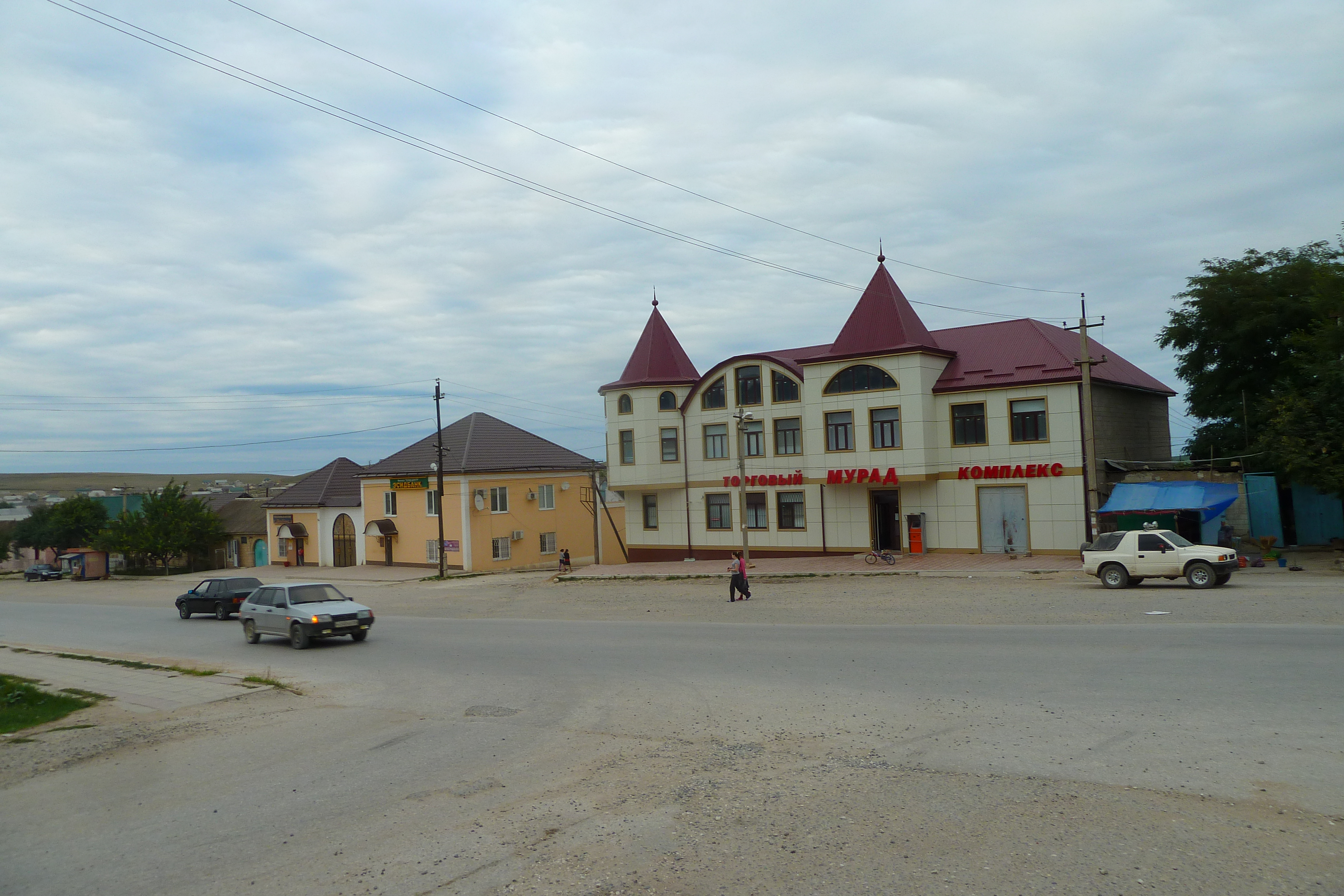
謝爾戈卡拉街道

謝爾戈卡拉（俄语：Сергокала）是俄罗斯达吉斯坦共和国謝爾戈卡拉區村落，也是该区的行政中心，2010年人口8,143；2002年人口7,627；1989年人口5,591。2024年达吉斯坦袭击波及此地。